# Àrid

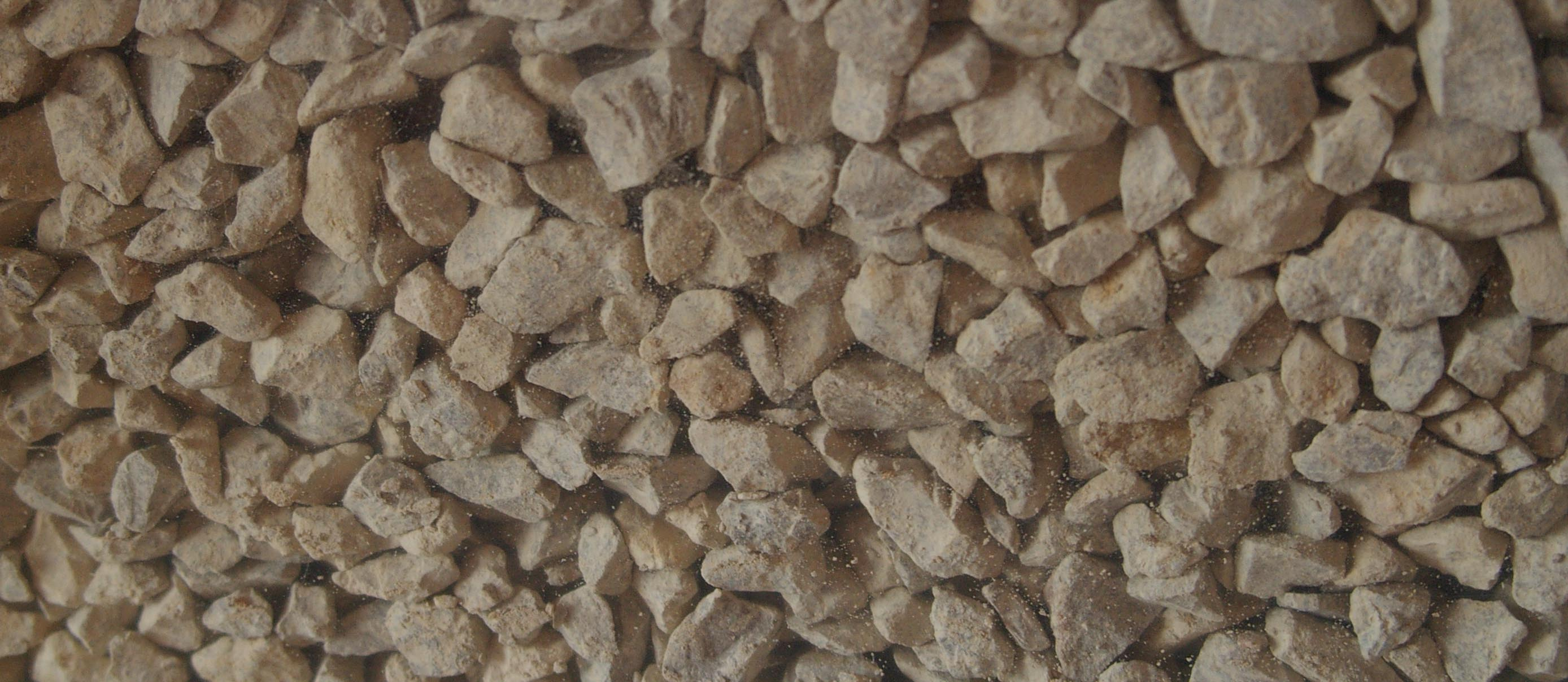
Terreny àrid

Els àrids o granulats són matèries primeres minerals extretes de la terra per a ser utilitzades, després de processos de trituració i classificació, en diversos sectors.

## Tipus

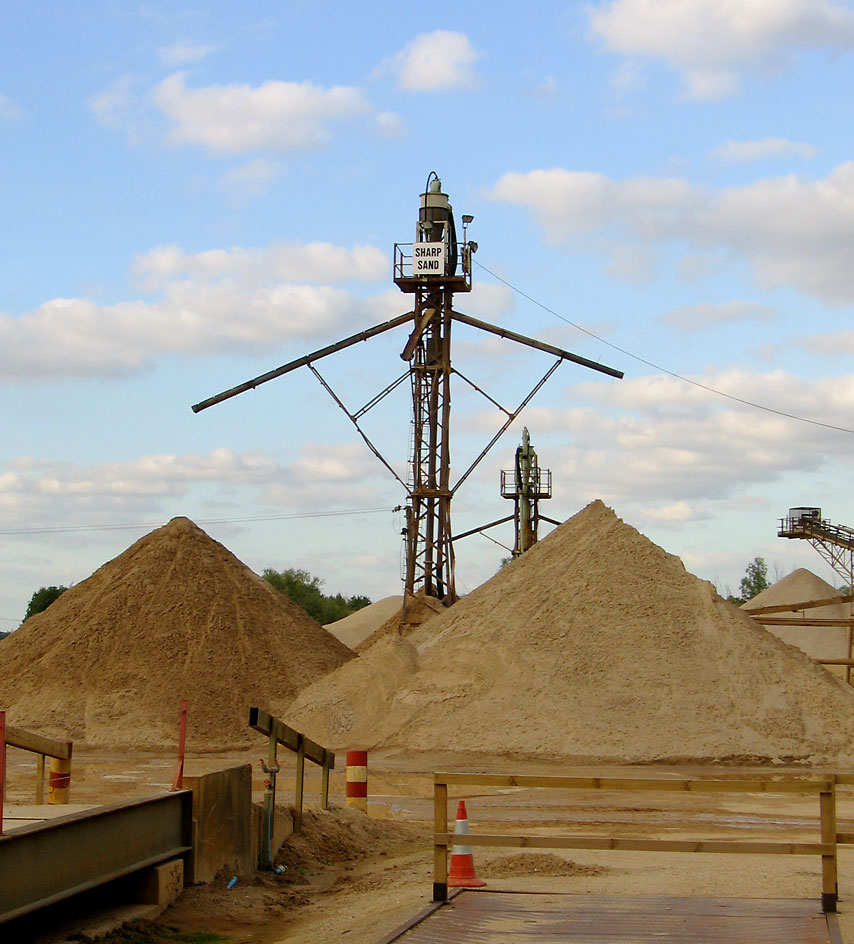
Torre de classificació de sorres en una pedrera.

Segons el seu origen l'àrid pot ser  natural ,  artificial  o  reciclat .

### Àrid natural
L'àrid natural és el que procedeix del conreu d'un jaciment i que ha estat sotmès únicament a processos mecànics.
Quant a la seva forma es distingeixen en arrodonits (o rodats) i procedents de trituració. Aquest últim presenta formes anguloses a causa de la fracturació mecànica necessària per obtenir-lo. Fonamentalment, s'obtenen mitjançant dos sistemes d'explotació: amb l'ús d'explosius, en el cas de massissos rocosos compactes, o directament, amb l'ús de maquinària adequada per a materials de relativa duresa o jaciments no compactes. Així doncs, depenent de la tècnica minera utilitzada podem classificar els àrids en dos grans grups:
- Àrids de gravera: Es tracta de sorres i graves procedents de dipòsits al·luvials, amb forma granular, que un cop rentats i triturats, si s'escau, són classificats en diverses mides i composicions.
- Àrids de pedrera: En aquests casos el material es presenta en forma de massa compacta i cal que sigui arrencat per mitjans mecànics o utilitzant explosius. Posteriorment aquest material és triturat i classificat en funció de les necessitats

Les roques de les quals s'extreuen àrids naturals són:
* Roques calcàries sedimentàries (calcària i dolomia)
* Sorra i grava
* Roques ígnies i metamòrfiques (granit, basalt i quarsita)

### Àrid artificial
L'àrid artificial és el que procedeix d'un procés industrial i ha estat sotmès a alguna modificació fisicoquímica o d'un altre tipus. (Com ara argila)

### Àrid reciclat
L'àrid reciclat és el que resulta del reciclatge de residus de demolicions o construccions i de runes.

## Aplicacions
Els àrids s'utilitzen principalment com a matèria primera en la fabricació de formigó, ciment i bases i capes de rodament de carretera, vies de ferrocarril, etc. però, els àrids, també tenen altres aplicacions, segurament no tan conegudes per la societat, com són el vidre, l'electrònica, els dentífrics, les vaixelles, etc. En definitiva, es pot afirmar que no hi ha res a les nostres llars que no contingui material provinent d'una pedrera de calcària, granit, pissarra... Si no s'aprofitessin els àrids existents a la terra no es podrien construir carreteres, edificis, ferrocarrils, ports, etc., amb la qual cosa el desenvolupament de la societat patiria una aturada crítica. Podríem dividir els usos dels àrids en quatre grups:

### Laconstrucciói l'obra pública
- Grans infraestructures
- Obres de fàbrica
- Carreteres
- Ferrocarrils
- Fabricació de ciment, morters, formigons, mosaics, panots per a les voreres, rajoles i altres materials de la construcció
- Les obres hidràuliques i l'adequació dels plans hídrics i de depuració d'aigües
- Habitatge

### Indústria
- Càrregues inorgàniques
- Abrasius
- Donar cos als plàstics
- Fibra de vidre
- Porcellana per a aïlladors elèctrics
- Vidres
- Electrònica (xips)

### Medicina
- Vidres òptics per a ulleres
- Antiàcids estomacals (hidrogencarbonat de sodi)
- Talcs
- Antidiarreics (caolins)
- Guixos per a fractures
- Guixos per a utilització docent

### Llar
- Sabons
- Dentífrics
- Porcellanes i vaixelles
- Porcellanes artístiques

### Restauració

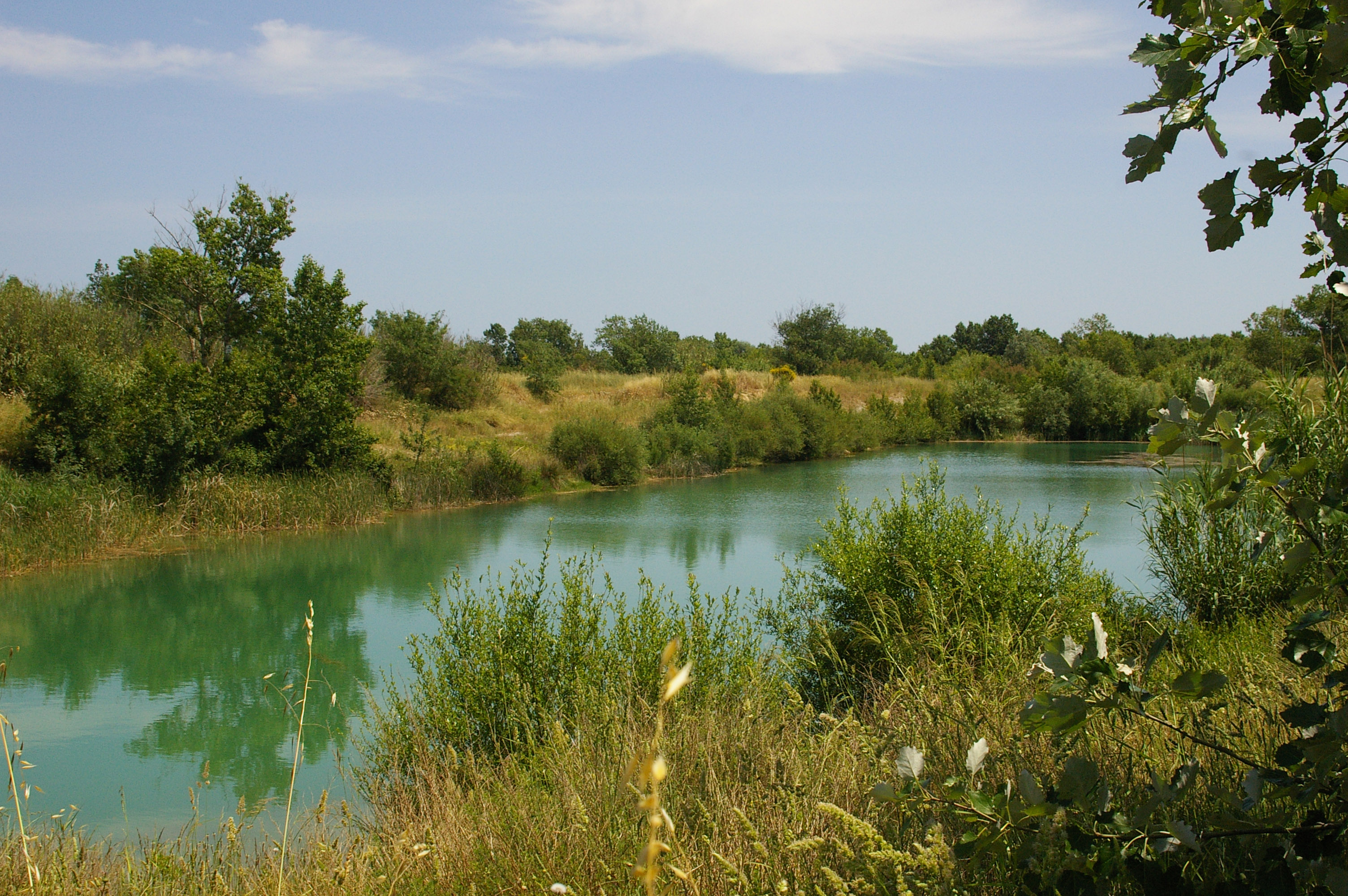
Gravera restaurada

Els àrids s'obtenen mitjançant una intervenció temporal sobre el medi que té per objecte l'obtenció d'un aprofitament miner. Es tracta doncs, d'un impacte paisatgístic transitori produït mentre es desenvolupen les tasques extractives i fins a l'acabament de l'execució del corresponent programa de restauració, autoritzat i tutelat pel Departament de Medi Ambient de la Generalitat de Catalunya.
El programa de restauració té com a principal objectiu retornar el terreny afectat per una explotació als usos inicials o adequar-lo a les noves necessitats del territori.
Això implica que abans del començament de l'activitat, les empreses han de tenir aprovat un programa de restauració i han de dipositar una important quantitat de diners com a fiança per a garantir que aquesta tasca es durà a terme. Actualment, les empreses catalanes tenen més de 60 milions d'euros dipositats com a avals.
Les activitats extractives a cel obert ocupen, aproximadament, un 0,20% de la superfície de Catalunya. Els recursos que s'exploten són molt diversos, i també ho és la distribució geogràfica arreu del país
L'any 1988 es va instaurar definitivament el concepte de restauració integrada a Catalunya, que consisteix en l'aprofitament dels moviments de terra que genera la mateixa activitat extractiva per restaurar paral·lelament les zones ja explotades. D'aquesta forma, es comença a restaurar els terrenys abans de finalitzar l'activitat. Es tracta d'un sistema molt efectiu per a la recuperació del medi natural. En finalitzar els treballs de restauració es pot aconseguir un ús productiu del sòl, i, fins i tot, hi ha casos en què l'entorn natural es millora un cop finalitzat el procés restaurador.
Diversos exemples de restauració serien la conversió de la pedrera en:
- Terreny agrícola
- Bosc
- Zona d'esbarjo
- Abocadors controlats
- Polígon industrial
- Parc tecnològic
- Urbanitzacions

## Consum i necessitats
A Catalunya, el consum d'àrids en el 2007 es va situar en 65 milions de tones que suposen un consum de 9,4 tones per habitant a l'any, és a dir, uns 25 kg per habitant i dia. Aquesta xifra ja se situa en la mitja actual europea, però encara queda lluny dels 28 kg per habitant i dia d'Alemanya. Al conjunt de l'estat, hi ha hagut un lleuger descens de la producció (-1,6%), la qual suposa un total de 551 milions de tones d'àrids produïdes durant el 2007.

## El Consell Assessor d'Àrids
Per tal d'estudiar les necessitats de consum, l'any 2004 es crea per part del Govern de la Generalitat el Consell Assessor d'Àrids de Catalunya, com a òrgan de consulta i participació externa en matèria d'àrids. Es tracta d'una taula que vol reunir a tots els sector relacionats amb el món dels àrids per tal d'establir un diàleg fluid entre ells.
El Consell està dividit en tres grups de treball: el d'estudi de la demanda i l'oferta, el de normativa sectorial, i el de relacions amb el món local. En els últims anys en destaca l'activitat del grup de demanda, que ha acabat per englobar la totalitat de les tasques d'anàlisi tècnic que es realitzen entre sessions plenàries del Consell.